# Casey Chaos
Karim Chmielinski, mer känd som Casey Chaos, född 9 oktober 1969 i New York, död 20 december 2024, var  en amerikansk artist. Efter att ha sett Black Flag live började han spela in musik med sitt eget band  Casey and the Skate Punx; namnet ändrades senare till Disorderly Conduct. Det var även runt denna tid som han började kalla sig för Casey Chaos. Disorderly Conduct släppte ett album, Amen, innan Chaos flyttade till Kalifornien. Bandet bytte ännu en gång namn, denna gång till Amen. Ett samarbete mellan Chaos och Rikk Agnew påbörjades även innan Chaos tog upp arbetet med Amen igen och släppte en rad album: Slave, Amen, We Have Come for Your Parents och Death Before Musick. Det senare släpptes av Daron Malakians skivbolag eatURmusic och Chaos och Malakian hade tidigare spelat tillsammans i bandet Scars on Broadway. Deras relation blev dock kylig och Chaos drog senare Malakian inför rätta när han hävdade att han var en av upphovsmännen till System of a Downs singel "B.Y.O.B.". Domslutet som kom under 2010 visade dock på att så inte var fallet.

## Diskografi

### Med Disorderly Conduct
Studioalbum
- 1986 – Amen

### Med Amen
Studioalbum
- 1995 – Slave
- 1999 – Amen
- 2001 – We Have Come for Your Parents
- 2004 – Death Before Musick

Livealbum
- 2005 – Gun of a Preacher Man

EP
- 2000 – Coma America
- 2004 – Sampler

Singlar
- 2001 – "The Price of Reality"
- 2001 – "The Waiting 18"
- 2001 – "Too Hard to Be Free"
- 2004 – "California's Bleeding"

Samlingsalbum
- 2003 – Join or Die

Video
- 2004 – Caught In The Act (DVD)

### Med Scum
Studioalbum
- 2005 – Gospels for the Sick

Singlar
- 2005 – "Protest Life"